# Saint-Denis-sur-Loire
 Saint-Denis-sur-Loire  es una población y comuna francesa, en la región de Centro, departamento de Loir y Cher, en el distrito de Blois y cantón de Blois-1.

## Demografía
| 357 | 403 | 498 | 708 | 907 | 884 |
| Para los censos de 1962 a 1999 la población legal corresponde a la población sin duplicidades (Fuente: INSEE [Consultar]) |     |     |     |     |     |